# Montillot
Montillot är en kommun i departementet Yonne i regionen Bourgogne-Franche-Comté i norra Frankrike. Kommunen ligger i kantonen Vézelay som tillhör arrondissementet Avallon. År 2022 hade Montillot 251 invånare.

## Befolkningsutveckling
Antalet invånare i kommunen Montillot
| Referens: INSEE |